# 541983 Matthiaspenselin
541983 Matthiaspenselin este o planetă minoră (asteroid) din centura de asteroizi. A fost descoperită pe 13 aprilie 2012 la Haleakalā Observatory⁠(d) de Pan-STARRS1⁠(d). 
Obiectul prezintă o orbită caracterizată de o semiaxă mare de 2,751232478001 UAi, o excentricitate de 0,042512584749982, o înclinație de 6,2926236731557 ° în raport cu ecliptica.